# 음성 읍내리 삼층석탑
음성 읍내리 삼층석탑(陰城 邑內里 三層石塔)은 충청북도 음성군 음성읍에 있는 고려시대의 삼층석탑이다. 1982년 12월 17일 충청북도의 유형문화재 제129호로 지정되었다.

## 개요
음성읍 평곡리 탑정이라는 옛 절터에 있던 탑으로, 1934년 경호정(옛 연풍정) 앞으로 옮겨 세웠다.
형태는 1층 기단(基壇) 위에 3층의 탑신(塔身)을 올린 모습이다. 기단의 네 모서리와 탑신부의 각 몸돌에는 기둥 모양을 조각하였다. 지붕돌은 밑면에 3단의 받침을 두었고, 네 귀퉁이에서 살짝 들려있다. 꼭대기에는 연꽃 봉우리 모양의 머리장식을 얹어 놓았다.
전체적으로 통일신라 전성기의 석탑 양식에 비교할 때, 기단이 2층에서 1층으로 줄어들고, 기단의 가운데기둥 조각이 생략되었으며, 지붕돌 받침은 3단의 줄어 들었다. 이처럼 각 부분의 양식이 약식화되고 있어 고려 중기에 이 탑을 세웠을 것으로 추측된다.

## 같이 보기
- 삼층석탑

## 참고 자료
- 음성 읍내리 삼층석탑 - 국가유산청 국가유산포털